# Borgholm
Borgholm ( pronúncia) é uma cidade sueca da região de Gotalândia, província da Olândia, condado de Kalmar e comuna de Borgholm, onde é sede. Esta pequena cidade turística está situada na costa ocidental da ilha da Olândia, junto ao Estreito de Kalmar. Tem 9,6 quilômetros quadrados e segundo censo de 2018, havia 4 387 habitantes. É conhecida por seu castelo e o Palácio Solliden.
Antes de existir a cidade de Borgholm, havia no século XVII uma pequena aldeia piscatória chamada Borgehamnen, a pouca distância a norte do castelo de Borgholm. Em 1816, a localidade - com cerca de 100 habitantes - recebeu o estatuto de cidade e o seu nome atual - Borgholm. É só no século XX que a população atingiu os 1 000 habitantes. Hoje em dia, a economia está baseada sobretudo no turismo, sendo os vistantes atraídos pela praias da região, pelo porto de recreio, pelas ruínas do castelo de Borgholm e pela residência de verão da família real no palácio Solliden.